# Winston Churchill (1620-1688)
Pour les articles homonymes, voir Churchill et Winston Churchill (homonymie).

Armes de Sir Winston Churchill.

Sir Winston Churchill (baptisé le 18 avril 1620 – 26 mars 1688), surnommé le Cavalier Colonel, est un militaire, historien, aristocrate et homme politique britannique.
Il est le père de John Churchill, premier duc de Marlborough, éminent militaire britannique, et l'ancêtre du Premier ministre britannique Winston Churchill.

## Biographie
Les Churchill sont une vieille famille originaire du Dorset. Winston est le fils de l'homme politique Sir John Churchill (1596-1668) et de Sarah Winston (1597-1680), fille de l'homme politique Sir Henry Winston (1570-1658). Le grand-père de Winston était l'homme politique Sir Jasper Churchill (1568-1663). Winston fait ses études au St John's College mais quitte l'école sans diplôme. 
Il a été toute sa vie un fervent cavalier, s'est battu et a été blessé lors de la Première Révolution anglaise. Il était capitaine de la cavalerie du roi. À la suite de la défaite des Royalists, il doit payer 4 446 £ de réparations. Après la restauration, il est élu député tory au parlement pour Weymouth et Melcombe Regis de 1661 à 1679 et pour Lyme Regis de 1685 à 1688. Il a aussi travaillé pour la cour irlandaise des Réclamations et des Explications (Irish Court of Claims and Explanations) entre 1662 et 1668 et au Board of Green Cloth de 1664 à 1679. 
En 1643, il épouse Elizabeth Drake, fille de Sir John Drake et d'Eleanor Boteler, elle-même nièce de George Villiers. Le couple a douze enfants dont seulement cinq arrivent à l'âge adulte. Quatre se distingueront. John devient un militaire réputé et est fait duc de Marlborough, Charles (1656-1714) devient lieutenant général des armées et épouse Mary Gould (plus tard mariée au 2e comte d'Abingdon), George devient amiral pour la Royal Navy et Arabella était la maîtresse de Jacques II d'Angleterre, dont elle aura quatre enfants. 
En 1664, il est anobli et devient membre de la Royal Society. Il publie aussi un livre sur l'histoire des rois d'Angleterre : Divi Britannica; being a remark upon the Lives of all the Kings of this Isle, from the year of the World 2855 until the year of Grace 1660. Il meurt en mars 1688 à 67 ans.